# Bundera venata
Bundera venata är en insektsart som beskrevs av William Lucas Distant 1908. Bundera venata ingår i släktet Bundera och familjen dvärgstritar. Inga underarter finns listade i Catalogue of Life.